# 赵乙生
赵乙生（1935年12月—），男，瑶族，广西金秀人，中华人民共和国政治人物，曾任第六届全国人大代表，第八、九届全国政协委员。